# Aurora (Minnesota)
Aurora és una població dels Estats Units a l'estat de Minnesota. Segons el cens del 2000 tenia 1.850 habitants.

## Demografia
Segons el cens del 2000, Aurora tenia 1.850 habitants, 812 habitatges, i 495 famílies. La densitat de població era de 188 habitants per km².
Dels 812 habitatges en un 22,2% hi vivien nens de menys de 18 anys, en un 48,6% hi vivien parelles casades, en un 8,4% dones solteres, i en un 39% no eren unitats familiars. En el 34,6% dels habitatges hi vivien persones soles el 17,4% de les quals corresponia a persones de 65 anys o més que vivien soles. El nombre mitjà de persones vivint en cada habitatge era de 2,19 i el nombre mitjà de persones que vivien en cada família era de 2,79.
Per edats la població es repartia de la següent manera: un 19,8% tenia menys de 18 anys, un 7,2% entre 18 i 24, un 22,6% entre 25 i 44, un 26,4% de 45 a 60 i un 23,9% 65 anys o més.
L'edat mediana era de 45 anys. Per cada 100 dones de 18 o més anys hi havia 93,4 homes.
La renda mediana per habitatge era de 32.094 $ i la renda mediana per família de 43.095 $. Els homes tenien una renda mediana de 41.413 $ mentre que les dones 20.625 $. La renda per capita de la població era de 17.442 $. Entorn del 8,5% de les famílies i l'11,9% de la població estaven per davall del llindar de pobresa.

## Poblacions més properes
El següent diagrama mostra les poblacions més properes.